# Adolphe Coster
Adolphe Coster, (1868 - 1930) hispanista y gracianista francés.

## Biografía
Se dedicó fundamentalmente al estudio de Baltasar Gracián; también indagó en la poesía sevillana del Siglo de Oro, en particular de Fernando de Herrera; en 1912 se dejó engañar al editar una descripción inédita del palacio, jardines y museo de Vincencio Juan de Lastanosa, el amigo de Gracián, que está manuscrita en la Biblioteca Nacional de España y se considera hoy una falsificación, acaso del siglo XVIII.[cita requerida]

## Obras
- Baltasar Gracián (1601-1658), traducido al español como Baltasar Gracián en Zaragoza: Institución Fernando el Católico, 1947.
- Fernando de Herrera (el Divino), Paris: Honoré Champion, 1908.
- Algunas obras de Fernando de Herrera; edición crítica; por el doctor Adolphe Coster. Paris: Honoré Champion, 1908.
- Baltasar Gracián, El Héroe Adolphe Coster (ed.), Chartres, libraire Lester, 1911.
- “Une description inédite de la demeure de Don Vincencio Juan de Lastanosa”, Revue Hispanique, XXVI, 1912, pág. 566-610)

- Datos: Q5658207